# 福富弥生
福富 弥生（ふくとみ やよい、1990年12月17日 - ）は、日本のシンガーソングライター。
徳島県徳島市出身。徳島県立城北高等学校卒業。四国大学卒業。会社員（2年）。射手座。血液型はO型。

## 人物
- 小学1年から12年間クラシックピアノを習っていた[1]。
- 小学校のクラブ活動に参加する際、歌とダンスが好きな事もあり自ら「カラオケダンス部」設立を志願し部員も確保したが、一年後に他の部活に参加するため自ら廃部にしてしまった。
- 歌を歌うのは好きである[1]。
- 高校時代にオリジナル曲を作るため、作詞作曲を始める[1]。
- 大学時代にピアノボーカル・ギターの2人組ユニット「sasanqua（サザンカ）」を結成、徳島県内で活動を開始。
- 2011年12月、就職活動を期にユニットを解散。音楽活動休止。
- 2012年10月、「徳島LEDアートフェスティバル2013」のプレイベント「STEP」に「sasanqua（サザンカ）」名義でソロ出演。それ以降、アーティスト名はそのままに、ソロ活動を再開した。
- 大学卒業後、徳島県内の企業に就職。仕事をしながら、土日に音楽イベントに出演した。仕事を2年で退職し、本格的に音楽活動を始めた[1]。
- 2014年1月28日、アーティスト名をユニット『sasanqua（サザンカ）』から本名の『福富弥生』に改名した。
- 現在はピアノ弾き語りスタイルのシンガーソングライターとして、徳島を拠点にソロで活動する。

## 賞
- 2011年 - 徳島青年会議所主催「口ずさめ!とくしまのうた」自作自演部門で「ここにしかない徳島」が最優秀賞受賞[2]。

## 作曲
- 2012年 - 「徳島珈琲」テレビCM（四国放送）のテーマソングに起用。
- 2013年8月 - 石井町ゆるキャラ「ふじっこちゃん」イメージソングを制作。
- 2015年5月 - 次世代育成支援イベント「おぎゃっと21」イメージ曲を制作。
- 2016年8月 - 那賀町PRドラマ「若葉の頃に」（ケーブルテレビあなん）主題歌を制作[1]。

## ディスコグラフィー

### アルバム
| 1st | ここに生きてる | 2015.5.30 |  |

## テレビ出演
- ゴジカル!（四国放送）（2016年9月1日）

## ラジオ出演
- ラジオ大福（四国放送） - 木曜日を担当。
- 福富弥生的時間（四国放送）